# المكتب الإسلامي
المكتب الإسلامي دار نشر سورية أسَّسها الشيخ زهير الشاويش في دمشق عام 1377هـ/ 1957م، ثم اضطُرَّ إلى نقل مقرِّ الدار إلى بيروت عام 1382هـ/ 1963م. وهي تُعنى بطباعة الكتب الإسلامية والأدبية وغيرها. وتشارك الدار في معظم المعارض الدولية السنوية للكتاب.

## الملاحظات
1. ↑  بدأ زهير الشاويش بطباعة الكتب ونشرها عام 1370هـ/ 1950م، ثم أسَّس دارًا للنشر باسم دار السلام، وفي عام 1377هـ/ 1957م جعل اسمها (المكتب الإسلامي) وألحقَ بها مكتبًا لتحقيق التراث.